# レッテレ
レッテレ（イタリア語: Lettere）は、イタリア共和国カンパニア州ナポリ県にある、人口約6,300人の基礎自治体（コムーネ）。

## 地理

### 位置・広がり
ナポリ県南東部のコムーネ。県都ナポリから南東へ28kmの距離にある。

#### 隣接コムーネ
隣接するコムーネは以下の通り。括弧内のSAはサレルノ県所属を示す。
- アングリ (SA)
- カーゾラ・ディ・ナーポリ
- コルバーラ (SA)
- グラニャーノ
- ラヴェッロ (SA)
- サンタントーニオ・アバーテ
- トラモンティ (SA)

## 行政

### 分離集落
レッテレには、以下の分離集落（フラツィオーネ）がある。
- Fuscoli, Depugliano, Orsano, Piazza Roma, San Lorenzo, San Nicola